# Cyanogen Inc
Cyanogen Inc. — частная американская компания, занимавшаяся разработкой Android-совместимого дистрибутива CyanogenMod и продвижением его коммерческой версии под названием Cyanogen OS.
В данный момент компания отказалась от CyanogenMod, но бывший руководитель продолжил проект под названием LineageOS.

## История
Согласно истории, изложенной одним из основателей компании — Стивом Кондиком, к идее создания коммерческой компании для продвижения CyanogenMod его привёл предприниматель Кирт МакМастер, который написал в 2012 году электронное письмо Кондику с описанием возможных перспектив. Для воплощения этих идей в жизнь и сотрудничества с МакМастером Кондик принял решение покинуть свою работу в Samsung Electronics, после чего созданная компания Cyanogen Inc. получила венчурное финансирование в размере 7 млн $ от фондов Benchmark Capital и Redpoint Ventures. Основными направлениями своей работы руководители компании выделили организацию и развитие сообщества CyanogenMod, расширение распространения этой прошивки и ряд других целей. Первым крупным партнёром Cyanogen Inc., решившим использовать разрабатываемое компанией программное обеспечение на коммерческих устройствах, стал китайский производитель Oppo. Результатом сотрудничества стал смартфон Oppo N1, получивший разнообразные оценки в прессе как в российской, так и иностранной. Примерно в это же время компания отчиталась о том, что CyanogenMod используется более чем на 10 миллионах смартфонах и планшетах. Благодаря успешному старту, компании удалось получить около 23 млн $ во втором раунде венчурных инвестиций, который возглавил фонд Andreessen Horowitz.

## Собственники и руководство
Учитывая, что компания является непубличным предприятием, то состав совета директоров компании неизвестен, а непосредственный руководящий состав компании состоит из:
- Кирт МакМастер — сооснователь и CEO. В прошлом основатель Boost Mobile и сотрудник Sega, Sony[16].
- Стив Кондик — сооснователь и CTO. В 2009 году создал проект CyanogenMod и был сотрудником Samsung Electronics[16].
- Лиор Тал — старший операционный директор с июля 2016 года[17].
- Викрам Натараджан — вице-президент по глобальным партнёрствам. До перехода в Cyanogen занимал должность вице-президента в MediaTek[16].
- Вивиан Ли — вице-президент по маркетингу. В прошлом отвечала за направление мобильных игр в Electronic Arts[16][18].

Дэйв Херман занимал должность вице-президента по управлению продуктами с момента основания компании до июля 2016 года. Тайлер Карпер занимал позицию вице-президента по управлению разработками до января 2016 года, уступив её Стивену Лолеру.